# سنان (أنمي)
سنان هو سلسلة أنمي ياباني تتكون من جزئين الأول فيه 26 حلقة عرضت من 5 أبريل إلى 27 سبتمبر 1975 والجزء الثاني يتكون من 73 حلقة عرضت من 7 أبريل 1976 حتى 25 مارس 1978 على تلفزيون طوكيو، يحكي قصة سنان قندس صغير يعيش مع أبيه في قرية صغيرة، ويقضي يومه باللعب مع أصدقائه.
سنان هو مسلسل تدور أحداثه وسط قرية في غابه تدعى غابه الصنوبر وأبطال المسلسل شخصيات خيالية من الحيوانات يحمل المسلسل في طياته الكثير من العبر والقيم السامية.

## الإنتاج
انتج هذا المسلسل سنة 1975 وهو من إنتاج شركة Knack
اسمه الياباني: ドンチャック
بالطبع دُبلج مسلسل سنان إلى عده لغات أجنبية ومنها الانجليزية والعربية.
اسمه بالإنجليزية: Don Chuck Monogatari، ومن اللغات التي دُبلج إليها كذلك الفرنسية (le petit castor) والإيطالية (don chuck castoro)
عرض أول مرة في الشرق الأوسط على تلفزيون العراق عام 1982 ثم على تلفزيون الكويت والجزائر عام 1984.

## أجزاء وحلقات
في الحقيقة هذا المسلسل عبارة عن جزئين.. 26 حلقة للجزء الأول و73 حلقة الجزء الثاني ولكن عندما دبلج هذا المسلسل إلى العربية دمج وحول إلى مسلسل واحد.

## أغنية البداية
سنان يا سنان
يا أحلى الأصدقاء.. في الغابة الخضراء
سنان يا سنان
شعارك الوفاء.. يا خير الأصدقاء.. ها نحن بانتظارك
سنان يا سنان
سنان يا سنان.. يانفحة النسيم.. بطبعك الكريم
سنان يا سنان
ورأيك الحكيم.. ياخير الأصدقاء.. ها نحن بانتظارك
سنان يا سنان
سنان ياسنان.. صديقنا الأمين.. في غابة الحلوين
سنان يا سنان
الكل سالمين.. يا خير الأصدقاء.. ها نحن بانتظارك
سنان يا سنان

## أغنية النهاية
ما أحلى أن نعيش في خيرِ وسلام.. في خيرِ وسلام
ما أحلى أن نكون في حبِ ووئآام.. في حبِ ووئآام
لا شر يؤذينا.. لا ظلم يؤذينا... لا شر يؤذينا.. لا ظلم يؤذييييييينا
والدنيا تبقى تبقى آمالٌ للجميييييييع.. والدنيا تبقى تبقى آمالٌ للجمييييييييع
.................
ما أحلى أن نعيش في بيتِ واحد.. في بيتِ واحد
ما أحلى أن نكون في وطنِ واحد.. في وطنِ واحد
الحب للجميييييييع.. والخير للجميييييييع.. الحب للجمييييييييع.. والخير للجمييييييييع
والدنيا تبقى تبقى آمالٌ للجميييييييع.. والدنيا تبقى تبقى آمالٌ للجمييييييييع

## الشخصيات
- سنان: بطل المسلسل قندس صغير يحن إلى أمه الميتة، يحاول حل المشاكل التي تعترض القرية.
- رحمون: والد سنان ولديه خبرة في الحياة يساعد بها أهل القرية.
- نعمان: طبيب القرية وصديق لوالد سنان.
- لالا: قندسة صديقة لسنان، لديها أم ويتيمة الأب عكس سنان.
- بنان: دب صغير صديق لسنان، وهو متهور ويحب العسل.
- الأشرار: زعبور الذئب وشرشور الثعلب والراكون فرفور يحاولون دائما تهديد أمن القرية.

العم رحمون
الدكتور نعمان
سنان ولالا
بنان
زعبور واصدقاءه

## روابط خارجية
- سنان على موقع IMDb (الإنجليزية)
- سنان على موقع قاعدة بيانات الفيلم (الإنجليزية)